# Malice In Wonderland (album de Nazareth)
Albums de Nazareth
No Mean City
(1979) The Fool Circle
(1981)
Malice In Wonderland est le onzième album studio du groupe écossais Nazareth, sorti en février 1980, il a étéproduit par le guitariste Jeff Skunk Baxter, anciennement de Steely Dan et des Doobie Brothers, qui a aussi joué la guitare et le synthétiseur.

## Malice In Wonderland
1. Holiday (Agnew/Charlton/McCafferty/Sweet/Cleminson) [3 min 36 s]
2. Showdown At The Border (Cleminson) [4 min 09 s]
3. Talkin' To One Of The Boys (Agnew/McCafferty/Cleminson) [4 min 13 s]
4. Heart's Grown Cold (Cleminson) [4 min 13 s]
5. Fast Cars (Agnew/Charlton/McCafferty/Sweet/Cleminson) [4 min 35 s]
6. Big Boy (Cleminson) [3 min 36 s]
7. Talkin' Bout Love (Agnew/Charlton/McCafferty/Sweet/Cleminson/Jeff Baxter) [3 min 57 s]
8. Fallen Angel (Agnew/Charlton/McCafferty/Sweet/Cleminson) [4 min 42 s]
9. Ship Of Dreams (Charlton) [4 min 06 s]
10. Turning A New Leaf (Agnew/Charlton/McCafferty/Sweet/Cleminson) [3 min 56 s]

## Bonus CD 2010: BBC Live Recordings (Hammersmith Odeon, 16 mars 1980)
1. I Want To Do Everything For You [5 min 12 s]
2. Showdown At The Border [4 min 19 s]
3. Beggars Day [3 min 55 s]
4. Big Boy [5 min 17 s]
5. Holiday / This Flight Tonight [7 min 07 s]
6. Expect No Mercy [3 min 45 s]
7. Broken Down Angel [5 min 00 s]

## Musiciens
- Dan McCafferty (chant)
- Manny Charlton (guitares)
- Zal Cleminson (guitares, synthé)
- Pete Agnew (basse, chant)
- Darrell Sweet (batterie)

## Musiciens additionnels
- Arrangements de Jeff Baxter & Nazareth
- Greg Mathieson (arrangements cordes sur "Fallen Angel")
- Jeff Baxter (guitare, synthétiseur)
- Paulinho Da Costa (percussions sur "7/10")
- Alan Estes (vibraphone sur "5")
- Venetta Fields, Sherlie Matthews, Paulette Brown (chœurs sur "4")
- Terri & The Semiconductors (chœurs sur "6")

## Crédits
- Produit par Jeff Baxter
- Enregistré aux Compass Point Studios (Nassau, Bahamas) par Kim King, assisté de Benjamin Hercules Ambrister
- Overdubs additionnels : Jack Nuber et Joe Robb
- Mixé aux Cherokee Studios par Bruce Robb assisté de Larold Rebhun.
- Pochette photos : Bernard Faucon
- Autres photos : Fin Costello